# Lista de municípios da região Norte do Brasil por PIB
Esta lista contém os 51 maiores municípios da Região Norte em relação ao Produto Interno Bruto (PIB), com dados relativos a 2020 divulgados pelo IBGE.

## PIB das cidades

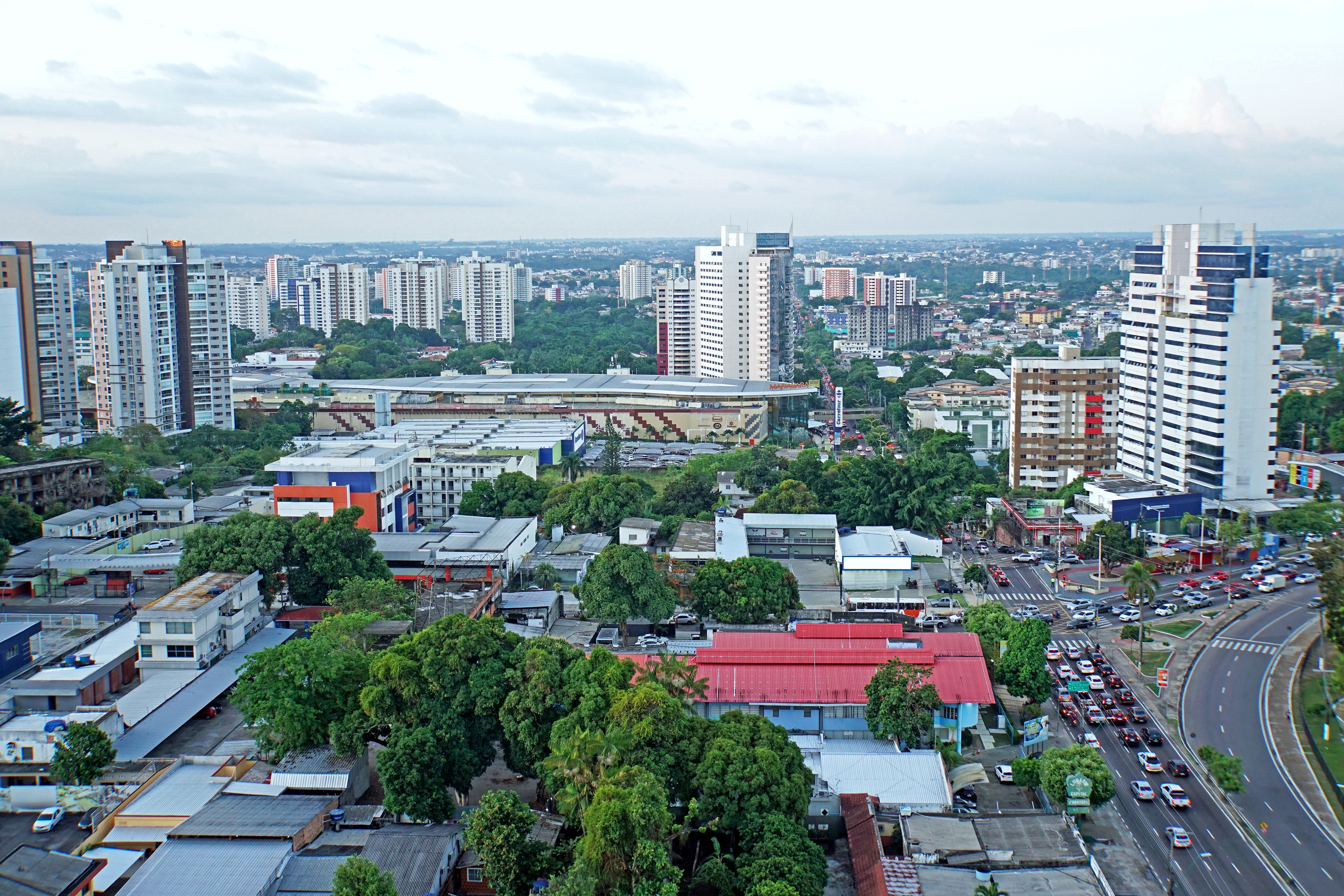
Manaus é a cidade mais rica da Região Norte.

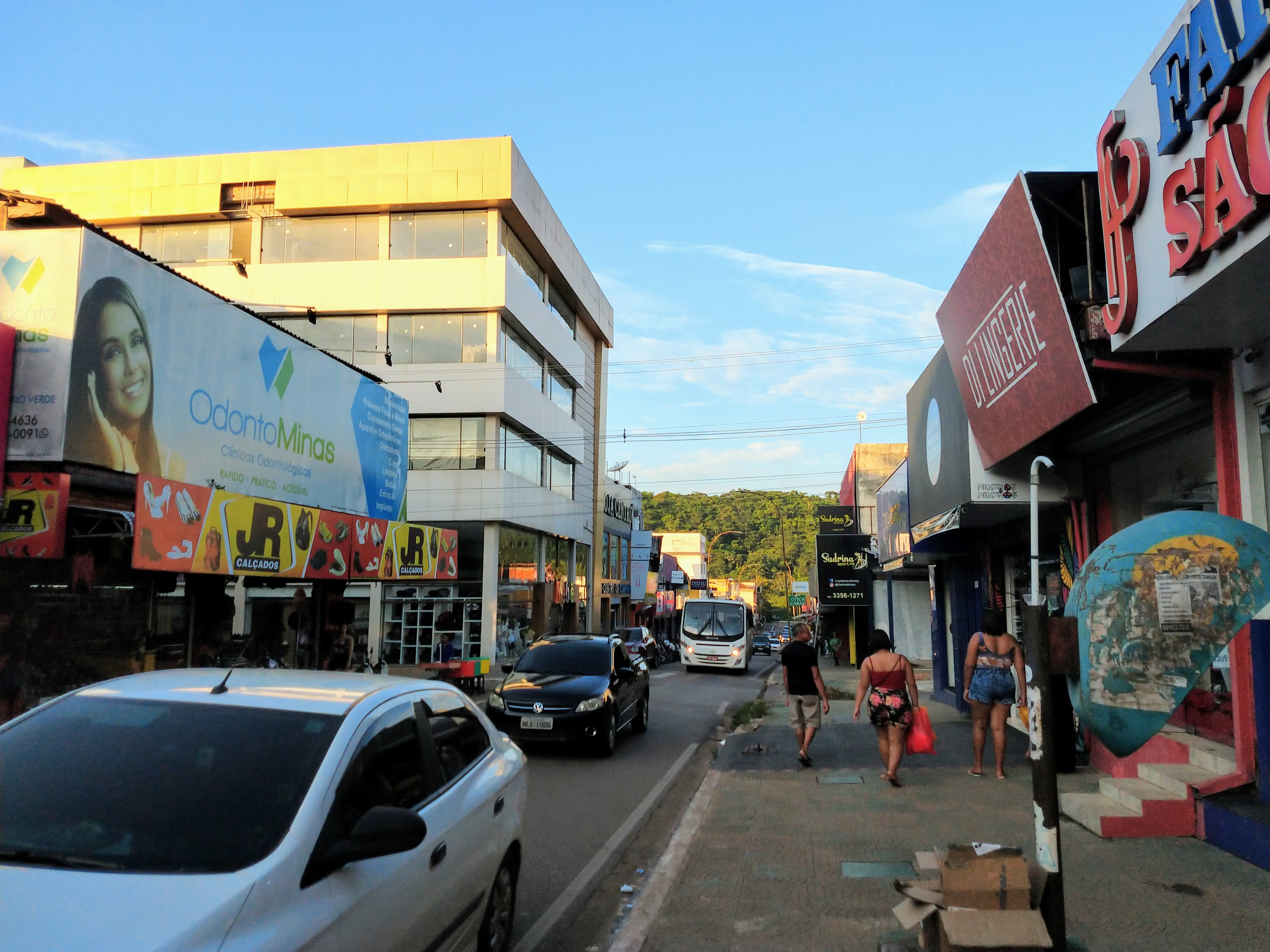
Parauapebas, é a segunda cidade mais rica, possui o maior PIB do interior da Região Norte.

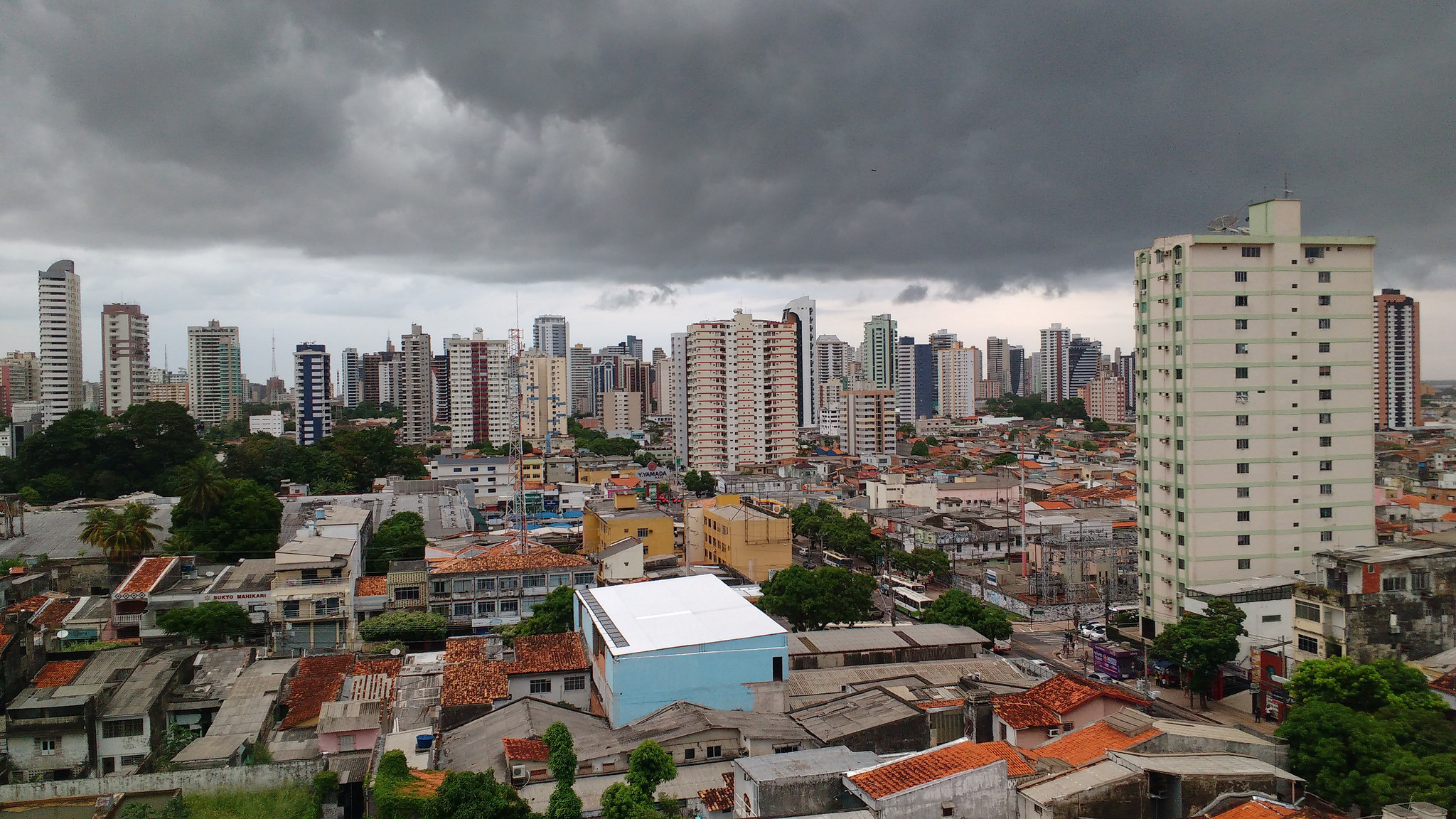
A cidade de Belém é a terceira mais rica da região.

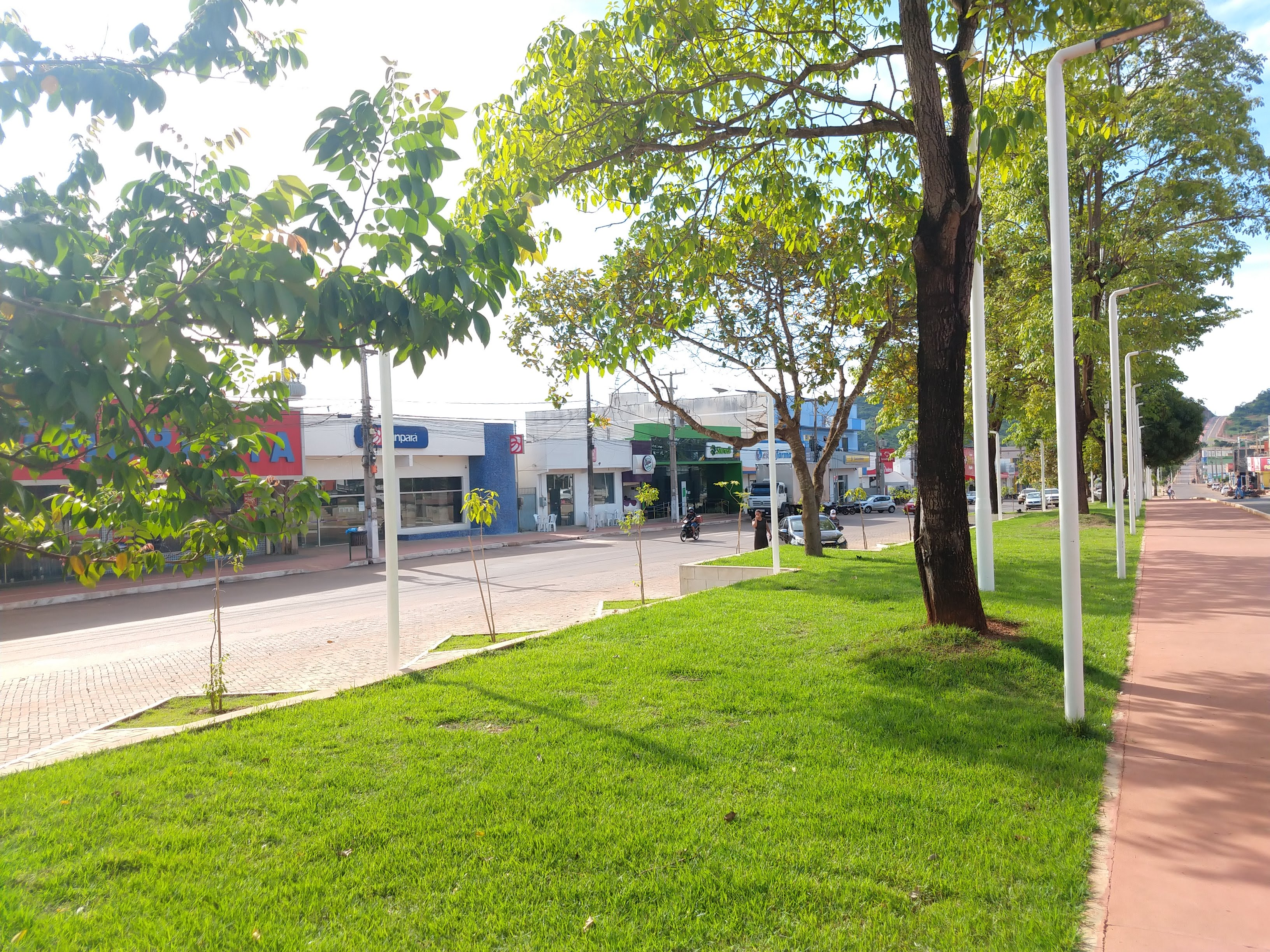
Canaã dos Carajás, é a 4ª maior economia da Região Norte.

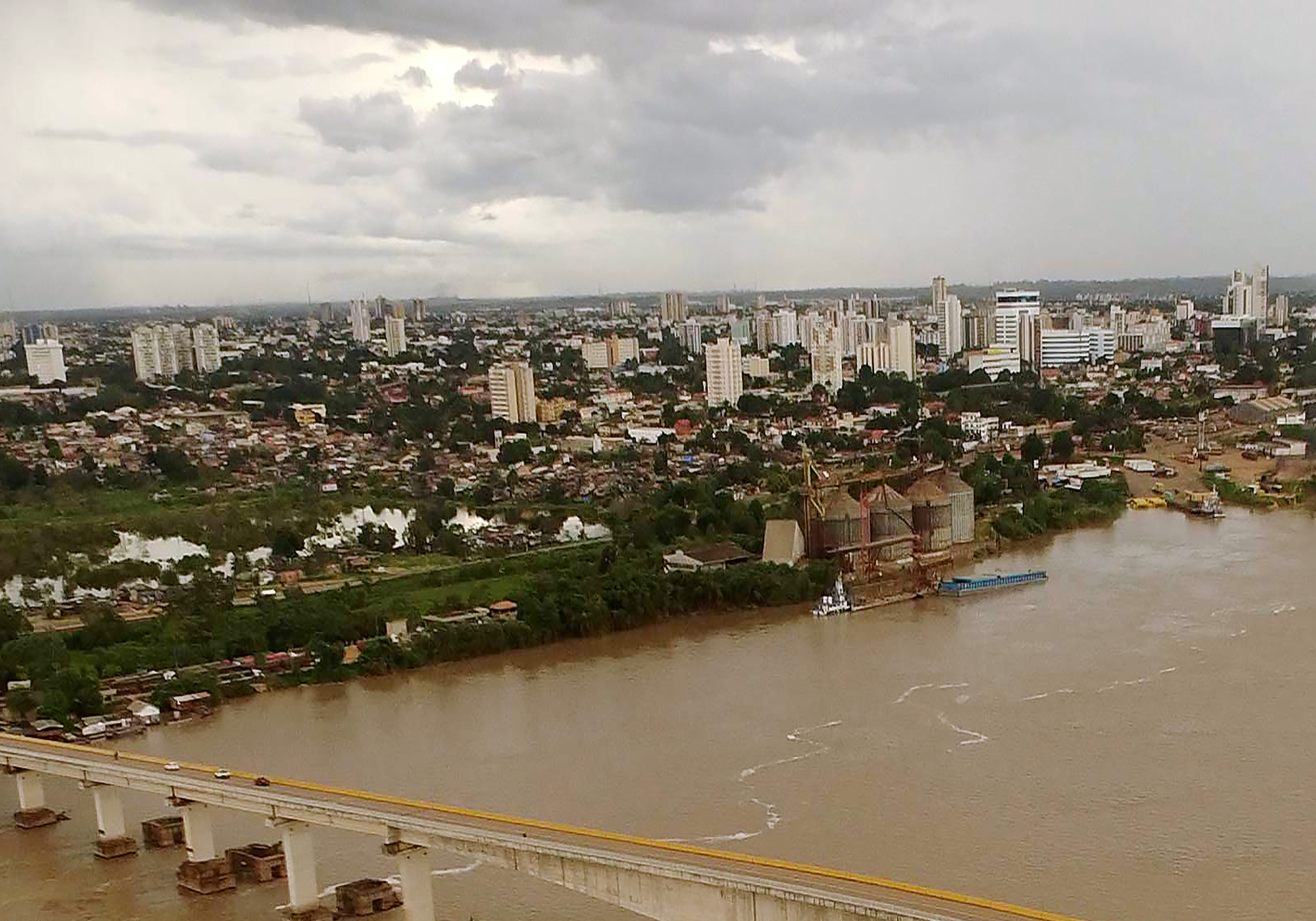
Porto Velho detém o 5º maior PIB entre todas as cidades da região.

### Os 10 maiores
| Posição | Posição | Município         | UF        | PIB (R$)      | Pib per capita (R$) |
| 2020    | 2019    | Município         | UF        | PIB (R$)      | Pib per capita (R$) |
| ------- | ------- | ----------------- | --------- | ------------- | ------------------- |
| 1º (0)  | 1º (0)  | Manaus            | Amazonas  | 91.768.773,49 | 41.345,11           |
| 2º (1)  | 3º (1)  | Parauapebas       | Pará      | 38.014.863,23 | 177.992,21          |
| 3º (1)  | 2º (0)  | Belém             | Pará      | 30.835.763,45 | 20.562,10           |
| 4º (3)  | 7º (5)  | Canaã dos Carajás | Pará      | 22.522.725,44 | 591.101,11          |
| 5º (1)  | 4º (1)  | Porto Velho       | Rondônia  | 19.448.762,11 | 36.059,36           |
| 6º (0)  | 6º (3)  | Marabá            | Pará      | 12.930.110,24 | 45.602,10           |
| 7º (1)  | 8º (2)  | Boa Vista         | Roraima   | 11.826.207,40 | 28.180,99           |
| 8º (3)  | 5º (0)  | Macapá            | Amapá     | 11.735.557,33 | 22.880,70           |
| 9º (0)  | 9º (2)  | Palmas            | Tocantins | 9.940.090,55  | 32.452,56           |
| 10º (0) | 10º (2) | Rio Branco        | Acre      | 9.579.592,27  | 23.171,69           |

### Até o 51º lugar
| Posição | Município            | UF        | PIB (R$)     | PIB per capita (R$) |
| ------- | -------------------- | --------- | ------------ | ------------------- |
| 11º     | Ananindeua           | Pará      | 8.141.094,51 | 15.201,46           |
| 12º     | Barcarena            | Pará      | 7.437.481,16 | 58.550,40           |
| 13º     | Santarém             | Pará      | 5.501.389,17 | 17.950,24           |
| 14º     | Araguaína            | Tocantins | 4.761.509,44 | 25.965,12           |
| 15º     | Tucuruí              | Pará      | 4.568.225,60 | 39.674,02           |
| 16º     | Castanhal            | Pará      | 4.293.180,16 | 21.122,55           |
| 17º     | Ji-Paraná            | Rondônia  | 4.057.626,43 | 31.210,35           |
| 18º     | Vitória do Xingu     | Pará      | 3.834.577,48 | 250.970,45          |
| 19º     | Paragominas          | Pará      | 3.777.292,01 | 32.988,59           |
| 20º     | Vilhena              | Rondônia  | 3.152.999,70 | 30.847,95           |
| 21º     | Ariquemes            | Rondônia  | 2.818.048,62 | 25.730,20           |
| 22º     | Itaituba             | Pará      | 2.626.138,57 | 25.900,08           |
| 23º     | Porto Nacional       | Tocantins | 2.622.812,40 | 49.193,72           |
| 24º     | Altamira             | Pará      | 2.556.445,16 | 22.044,21           |
| 25º     | Gurupi               | Tocantins | 2.543.409,91 | 29.052,60           |
| 26º     | Cacoal               | Rondônia  | 2.519.352,68 | 29.331,29           |
| 27º     | Oriximiná            | Pará      | 2.503.140,85 | 33.818,92           |
| 28º     | Santana              | Amapá     | 2.341.303,75 | 19.020,14           |
| 29º     | Itacoatiara          | Amazonas  | 2.273.856,28 | 22.140,55           |
| 30º     | Marituba             | Pará      | 2.082.398,92 | 15.576,91           |
| 31º     | Redenção             | Pará      | 2.028.781,51 | 23.710,97           |
| 32º     | Coari                | Amazonas  | 1.923.312,12 | 22.387,52           |
| 33º     | Ulianópolis          | Pará      | 1.857.313,39 | 30.567,53           |
| 34º     | Benevides            | Pará      | 1.675.047,74 | 26.267,84           |
| 35º     | Jaru                 | Rondônia  | 1.665.068,25 | 32.256,26           |
| 36º     | Abaetetuba           | Pará      | 1.656.576,41 | 10.413,48           |
| 37º     | São Félix do Xingu   | Pará      | 1.577.607,25 | 11.939,09           |
| 38º     | Cruzeiro do Sul      | Acre      | 1.516.380,79 | 17.024,21           |
| 39º     | Paraíso do Tocantins | Tocantins | 1.451.084,10 | 27.964,08           |
| 40º     | Manacapuru           | Amazonas  | 1.432.601,63 | 14.543,88           |
| 41º     | Xinguara             | Pará      | 1.412.815,48 | 31.336,01           |
| 42º     | Rolim de Moura       | Rondônia  | 1.397.881,25 | 25.229,33           |
| 43º     | Bragança             | Pará      | 1.377.141,18 | 10.682,63           |
| 44º     | Juruti               | Pará      | 1.366.721,43 | 23.180,49           |
| 45º     | Pimenta Bueno        | Rondônia  | 1.361.242,67 | 36.909,05           |
| 46º     | Cametá               | Pará      | 1.332.549,72 | 9.561,65            |
| 47º     | Parintins            | Amazonas  | 1.320.760,00 | 11.448,73           |
| 48º     | Capanema             | Pará      | 1.227.086,49 | 17.673,47           |
| 49º     | Moju                 | Pará      | 1.266.648,82 | 15.227,44           |
| 50º     | Santana do Araguaia  | Pará      | 1.113.882,99 | 14.967,72           |
| 51º     | Tailândia            | Pará      | 1.078.408,83 | 9.896,47            |

## Cidades por estado
| Estado    | Frequência |
| --------- | ---------- |
| Pará      | 28         |
| Rondônia  | 8          |
| Amazonas  | 5          |
| Tocantins | 5          |
| Acre      | 2          |
| Amapá     | 2          |
| Roraima   | 1          |